# Șercaia
Șercaia là một xã thuộc hạt Brașov, România. Dân số thời điểm năm 2002 là 3068 người.